# Temboan-Weißzahnspitzmaus
Die Temboan-Weißzahnspitzmaus (Crocidura rhoditis), auch Sulawesi-Weißhänderspitzmaus genannt, ist eine Spitzmausart aus der Familie der Gattung der Weißzahnspitzmäuse. Sie ist auf Sulawesi (Indonesien) endemisch. Diese Art ist auf der Insel häufig und die Population scheint stabil zu sein, sodass die IUCN sie als „nicht gefährdet“ einstuft.

## Taxonomie
Die Temboan-Weißzahnspitzmaus wurde im Jahr 1921 von den US-amerikanischen Zoologen Gerrit Smith Miller und Hollister erstmals als Crocidura rhoditis beschrieben, nachdem sie diese bei Temboan in Nordsulawesi entdeckt hatten. Crocidura rhoditis ist Teil einer Gruppe von Crocidura-Arten, die auf Sulawesi endemisch sind. Dazu gehören auch die Sulawesi-Spitzmaus (Crocidura lea), die Schwarzfußspitzmaus (Crocidura nigripes), die Elogata-Spitzmaus (Crocidura elongata) und die Mossy-Waldspitzmaus (Crocidura musseri). Innerhalb der Art Crocidura rhoditis wurden große genetische Unterschiede festgestellt, weshalb möglicherweise mehrere Unterarten existieren.

## Beschreibung
Die Temboan-Weißzahnspitzmaus ist ein kleiner Vertreter der Weißzahnspitzmäuse, da im Gegensatz zu den Rotzahnspitzmäusen die namensgebenden Eiseneinlagerungen im Zahnschmelz fehlen. Das Rückenfell der Tiere ist kurz, samtig und grau-bräunlich oder rot-bräunlich gefärbt. Das Bauchfell ist etwas blasser. Diese Art besitzt zudem hervorstehende Ohren, kurze Beine mit weißen Pfoten und einen langen Schwanz mit einzelnen, verteilten, langen Haaren.

## Verbreitung und Lebensraum

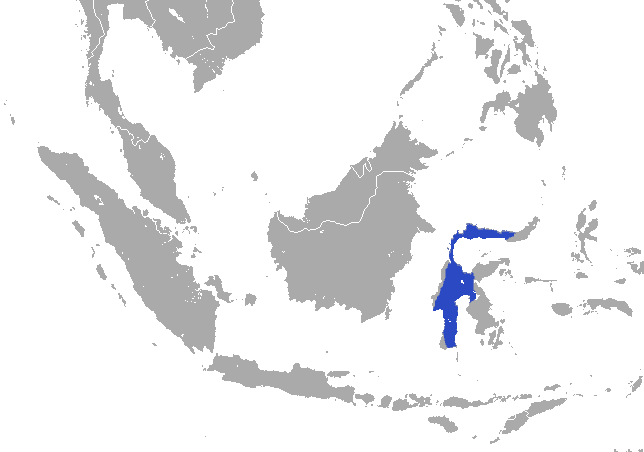
Verbreitung von C. rhoditis auf Sulawesi

Diese Art ist auf der indonesischen Insel Sulawesi endemisch, von der sie den Norden, das Zentrum und den Südwesten bewohnt. Ihr typischer Lebensraum sind tropisches Flachland und unberührte Gebirgswälder, aber sie scheint auch in Sekundärwäldern überleben zu können. Es ist nicht bekannt, wie weit sie sich an degradierte Lebensräume anpassen kann.

## Verhalten
Es ist wenig über das Verhalten der Temboan-Weißzahnspitzmaus bekannt. Wie viele andere Arten der Spitzmäuse lebt sie in der Streuschicht. Ihre Beute besteht aus Insekten und kleinen Gliederfüßern.

## Status
Crocidura rhoditis ist in einigen Regionen relativ häufig und wird regelmäßig in Barber-Fallen gefangen. Die Population scheint stabil zu sein und es sind keine besonderen Bedrohungen für die Art bekannt. Dennoch ist unklar, inwieweit die Abholzung der Wälder sie beeinträchtigt oder beeinflusst. Das Verbreitungsgebiet ist groß und beinhaltet mehrere Schutzgebiete. Aus diesen Gründen stuft die International Union for Conservation of Nature die Temboan-Weißzahnspitzmaus als „nicht gefährdet“ ein.